# Зоммерайн
Зоммерайн (нем. Sommerein) — ярмарочная коммуна (нем. Marktgemeinde) в Австрии, в федеральной земле Нижняя Австрия. 
Входит в состав округа Брук-на-Лайте.  Население составляет 1948 человек (на 1 января 2007 года). Занимает площадь 41,52 км². Официальный код  —  3 07 24.

## Политическая ситуация
Бургомистр коммуны — Карл Цвиршиц (СДПА) по результатам выборов 2005 года.
Совет представителей коммуны (нем. Gemeinderat) состоит из 19 мест.
- СДПА занимает 14 мест.
- АНП занимает 4 места.
- АПС занимает 1 место.